# Белогорск (Иркутская область)
Белого́рск — посёлок в Усольском районе Иркутской области России. Входит в состав Сосновского муниципального образования.

## География
Посёлок находится на расстоянии примерно 18 км к северо-западу от Белореченского, административного центра района.

## Население
| 2002 | 2010 | 2011 | 2012 |
| ---- | ---- | ---- | ---- |
| 61   | ↗73  | →73  | ↘72  |

Гендерный состав
По данным Всероссийской переписи 2010 года, в посёлке проживали 73 человека (36 мужчин и 37 женщин).